# Дагган, Саймон
Саймон Дагган (англ. Simon Duggan; род. 13 мая 1959, Веллингтон, Новая Зеландия) — кинооператор.

## Биография
Карьеру начинал с работы ассистентом у таких кинооператоров как Питер Джеймс, Джон Сил и Дин Семлер. Кроме того был оператором многих рекламных роликов. Дебютной работой в полнометражном кино стал фильм «Интервью», режиссёра Крейга Монахана, с Хьюго Уивингом в главной роли. Работал с такими известными режиссёрами как Алекс Пройас, Баз Лурман и Мел Гибсон. Является членом Австралийского общества операторов с 1989 года.

## Фильмография

### Оператор
- 2019 — Ну разве не романтично? / Isn’t It Romantic (реж. Тодд Штраус-Шульсон)
- 2016 — По соображениям совести / Hacksaw Ridge (реж. Мел Гибсон)
- 2016 — Варкрафт / Warcraft (реж. Данкан Джонс)
- 2014 — 300 спартанцев: Расцвет империи / 300: Rise of an Empire (реж. Ноам Мурро)
- 2013 — Великий Гэтсби / The Great Gatsby (реж. Баз Лурман)
- 2011 — Профессионал / Killer Elite (реж. Гэри МакКендри)
- 2009 — Знамение / Knowing (реж. Алекс Пройас)
- 2008 — Воздержание / Restraint (реж. Дэвид Деннин)
- 2008 — Мумия: Гробница императора драконов / The Mummy: Tomb of the Dragon Emperor (реж. Роб Коэн)
- 2007 — Крепкий орешек 4.0 / Live Free or Die Hard (реж. Лен Уайзман)
- 2006 — Другой мир: Эволюция / Underworld: Evolution (реж. Лен Уайзман)
- 2004 — Я, робот / I, Robot (реж. Алекс Пройас)
- 2002 — Неудачники / Garage Days (реж. Алекс Пройас)
- 2000 — Риск / Risk (реж. Алан Уайт)
- 1998 — Интервью / The Interview (реж. Крэйг Монахан)